# 原俊之 (実業家)
原 俊之（はら としゆき　1978年9月28日 - ）は、日本の実業家。アパレル業界を中心に事業を展開し、株式会社antiqua（アンティカ）や株式会社ECRU（エクリュ）など複数の企業で経営に携わる。

## 経歴
1978年、大阪府東大阪市生まれ。大阪芸術大学を卒業後、平川商事株式会社（本社：八尾市）に入社し、14年間にわたり経営管理の職務に従事した。 
2014年、株式会社antiquaに入社し、同社の運営統括責任者として活動。さらに、株式会社ツリーカフェおよび株式会社ECRUを立ち上げ、代表取締役社長を務める。
2024年5月1日、大阪府岸和田市にて、ファッション、グルメ、アウトドア、サウナなどを組み合わせた複合型エンターテインメント施設「WHATAWON（ワタワン）」を開業。

### 立ち上げと成長
- 株式会社antiqua 取締役
  - 2008年に創業されたアパレルEC企業「株式会社antiqua」にて経営に参画。
  - シンプルかつ個性的なデザインを特徴とするアパレルブランドを展開。
  - オンライン販売を中心としながら、実店舗での展開も進める。
- 株式会社ECRU 代表取締役社長
  - 大阪府岸和田市にて、複合型エンターテインメント施設「WHATAWON（ワタワン）」を開業。
  - ファッション、グルメ、アウトドア、サウナなどを組み合わせた新しいライフスタイル施設を展開。
  - 施設内にはantiquaの実店舗やカフェ、体験型ショップが併設されている。
- 株式会社ツリーカフェ 経営参画
  - 「ANTIQUA TREE CAFE」の運営に関与。
  - ファッションとカフェ文化を融合した空間を提供。

## 関連プロジェクト
- WHATAWON（ワタワン）
  - 滞在型エンターテインメントモール。
  - 「等身大の非日常」をテーマにした施設。
- antiqua ファッションブランド
  - モダンでミニマルなデザインが特徴。
  - ユニセックスアイテムやエイジレスなデザイン。
- TREE CAFE（ツリーカフェ）
  - ファッションとカフェを融合させたコンセプトカフェ。
  - クリエイターとのコラボレーションを展開。

## メディア出演・掲載
- 社長名鑑インタビュー：2023年12月、株式会社antiquaの同社の創業からの歩みや事業展開、今後のビジョンについて語った。
- 大阪芸術大学校友会誌『WINGS』第46号：自身のキャリアやWHATAWONの立ち上げに関するインタビューが掲載された。